# Rio Arapiuns
O rio Arapiuns é um curso de água do estado do Pará, no Brasil. É um afluente do rio Tapajós, no qual desemboca aproximadamente 30 quilômetros antes de ele se juntar ao rio Amazonas. O Arapiuns é um rio de águas negras.
Sua bacia hidrográfica, entre as do Tapajós e do Amazonas, possui cerca de 7 064 quilômetros quadrados de área, correspondendo a aproximadamente 28% da área do município de Santarém.